# María García Granados y Saborío
María García Granados y Saborío -també coneguda com «La Niña de Guatemala» - (Ciutat de Guatemala, 1860-ibídem 10 de maig de 1878) era una dama de la societat guatemalenca.

## Biografia

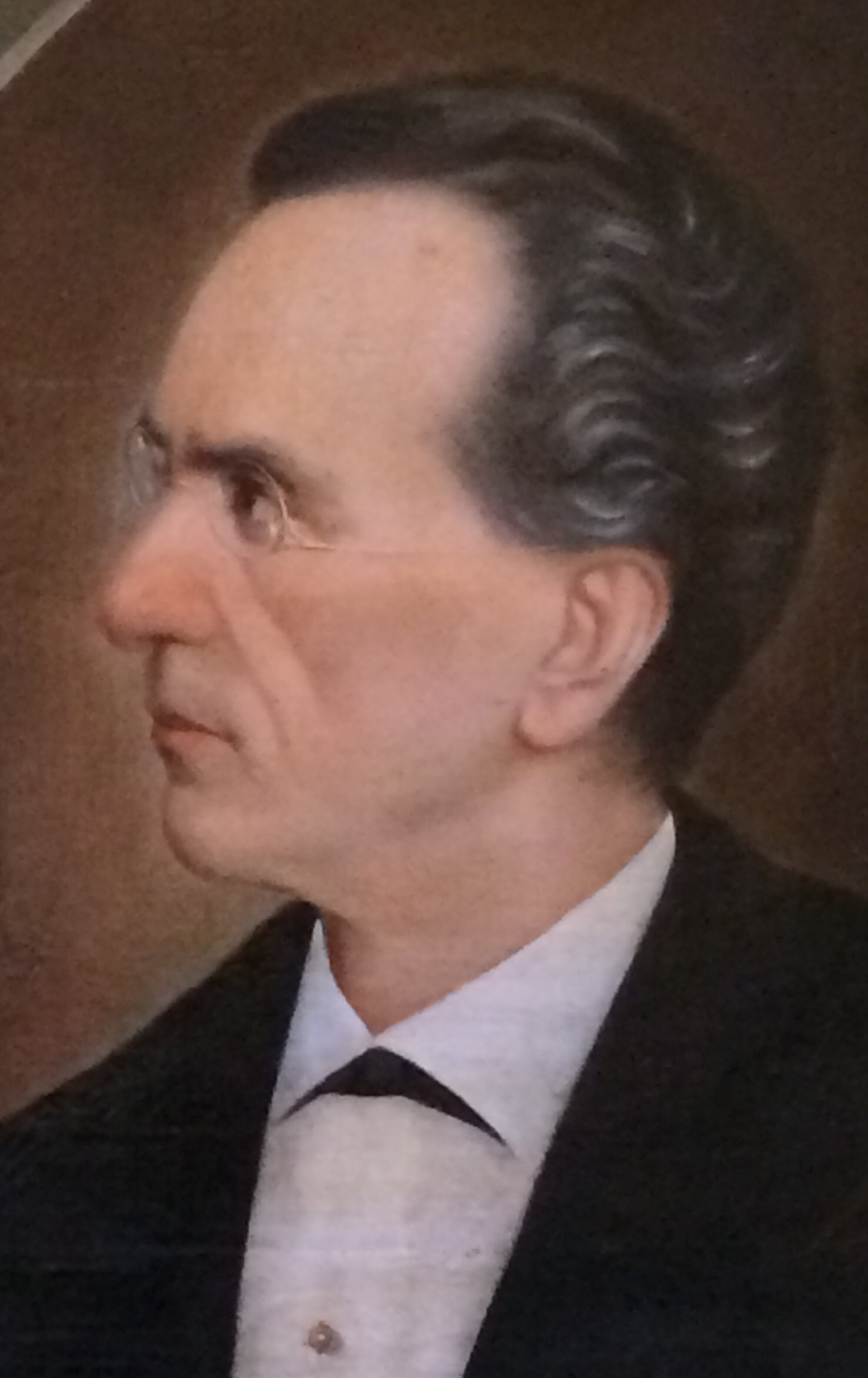
General Miguel García Granados, líder de la Reforma Liberal i President de Guatemala de 1871 a 1873. Era el pare de María.

Granados y Saborío, va néixer a la Ciutat de Guatemala l'any 1860, sent la filla del general Miguel García Granados, que va ser president de servia de tertúlia per als artistes i literats més destacats de Guatemala. Maria, a més era neboda i neta de María Josefa García Granados, influent poetessa i periodista. Quan el poeta i patriota cubà José Martí va arribar a Guatemala al 1877, freqüentant la tertúlia del general García Granados es va enamorar de Maria, però no va poder correspondre l'amor d'aquesta per estar compromès per casar-se. Maria va morir al 1878, poc després d'assabentar-se del matrimoni de Martí, qui li va dedicar al 1891 el poema La Niña de Guatemala.

## Relació amb José Martí
Martí, amb només 24 anys, va arribar a Guatemala procedent de Mèxic. Al país asteca havia tingut èxit professional com a periodista i escriptor i s'havia retrobat amb la seva família després de la seva deportació política a Espanya (1871-1875). A Guatemala, aquest va conèixer a l'actriu dramàtica Eloísa Agüero i, finalment, es compromet en matrimoni amb la seva futura esposa, Carme. En realitat, arribava a terra centreamericana després de la seva decepció política davant el govern autoritari de Porfirio Díaz, encara que després acabaria decepcionant-li també el govern liberal de Justo Rufino Barrios. A l'arribar a Guatemala, no deixa de manifestar una visió crítica respecte a la inferiorització de que ha estat objecte la dona en aquest país: en un article denominat «Los códigos nuevos», publicat a El Progreso, el 22 d'abril de 1877, realitza una reflexió a comanda de Joaquín Macal, ministre de Relacions Exteriors de Guatemala: «Quin és el primer dels llasts colonials de la legislació deposada que esmenta? El poder omnímode del senyor bestial sobre l'esposa venerable. Dona la pàtria potestat a la dona, la capacita per testificar i, obligant-la a l'observança de la llei, completa la seva persona jurídica. La que ens ensenya la llei de cel, no és capaç de conèixer la de la terra?».
Així doncs, va centrar la seva atenció en les dames guatemalenques de «caminar indolent, de mirades castes, vestides com les dones de poble, -amb les trenes esteses sobre el mantell, que elles anomenen mantó; la mà ociosa explicant a les puntes flotants del mantell dels goigs infantils o les primeres penes de la seva propietària»; i quan va trobar a María García Granados, una dama semblant, però més cosmopolita i il·lustrada, va quedar immediatament enamorat d'ella. No s'ha de deixar d'assenyalar que tot sembla indicar que Maria no responia al patró de noia tímida i vulnerable; publicacions guatemalenques de l'època parlen de la seva participació relativament activa com a música i cantant fora de la llar, en activitats artístiques públiques, organitzades per societats i institucions -coincideix fins i tot amb la presència de Martí, qui intervé en una d'elles com a orador. Pel que sembla, es tractava d'una jove popular dins de la societat capitalina de l'època; María seguia així els passos de la seva tia i àvia María Josefa, qui havia mort al 1848 i que havia estat a més de poetessa i periodista, molt influent en els governs conservadors de Guatemala.
Martí, que a Guatemala es va guanyar el qualificatiu de «Doctor Torrent» per la seva gran capacitat oratoria- va impartir classes a María a l'Acadèmia de Nenes de l'Amèrica Central des de juny de 1877, mesos després de la seva arribada a aquesta nació centreamericana al març de 1877.

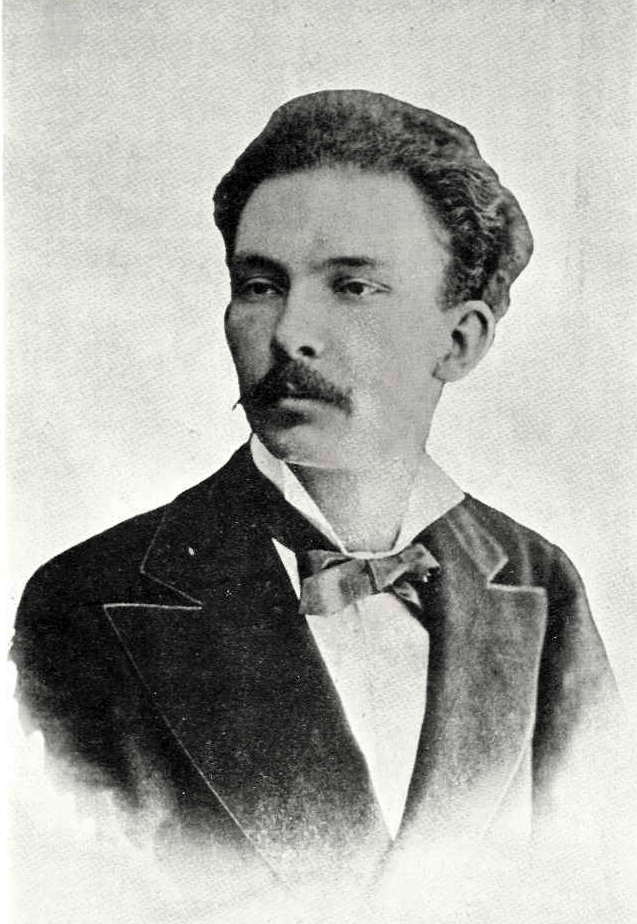
José Martí al 1875. Al 1877 va arribar a Guatemala provinent de Mèxic, el poeta i polític cubà José Martí, que va festejar María García Granandos. Martí es va casar amb una altra dama, i Maria va morir poc després, el 1878; el 1891, Martí la va immortalitzar en el seu poema conegut com La Niña de Guatemala.

Heus aquí algunes descripcions de la senyoreta García Granados:
- M.B. Martínez: «Era una jove interessantíssima. Vaig portar a Martí a un ball de vestits, que es donava a casa de García Granados, als dos dies d'haver arribat [per primera vegada] a Guatemala; estàvem els dos de peu, en un dels bells salons, veient desfilar les parelles [quan vam veure venir] del braç dues germanes que eren senyoretes. Em va preguntar Martí, "Qui és aquesta nena vestida d'egípcia?" - "És la María, filla de la casa" [li vaig contestar]. La vaig aturar i li vaig presentar al meu amic i paisà Martí, i es va encendre l'espurna elèctrica».[4]
- José María Izaguirre la va descriure així: «Era alta, esvelta i airosa: el seu cabell negre com el banús, abundant, crespat i suau com la seda; el seu rostre, sense ser sobiranament bell, era dolç i simpàtic; seus ulls profundament negres i malenconiosos, velats per pestanyes llargues, revelaven una exquisida sensibilitat. La seva veu era afable i harmoniosa, i les seves maneres tan afables, que no era possible tractar-la sense estimar-la. Tocava el piano admirablement, i quan la seva mà relliscava amb cert abandó pel teclat, sabia treure d'ell notes que semblaven sortir de la seva ànima i passaven a impressionar l'ànima dels seus oients».[5]

José María Izaguirre, cubà que vivia a Guatemala en aquest temps i era director de l'aleshores prestigiós Instituto Nacional Central para Varones, va nomenar a Martí professor de Literatura i d'Exercicis de Composició. Izaguirre, a més d'ocupar-se de les tasques docents, organitzava vetllades artístiques i literàries els quals Martí hi assistia amb freqüència. Allí va ser on va conèixer a María, el 21 d'abril de 1877: una bella adolescent, set anys més jove que ell. El pare d'ella, el general Miguel García Granados havia estat president uns quants anys abans i gaudia de molt prestigi en la societat guatemalenca de govern de Barris; aviat es va fer amic de l'emigrat cubà i el convidava a la seva residència a jugar a escacs amb freqüència, oportunitats en què Martí es trobava amb María.
A finals de 1877, Martí se'n va anar a Mèxic i va tornar fins a inicis de l'any següent, ja casat amb Carmen. El que va succeir després del seu matrimoni, ha estat comentat amb posterioritat també pels que van presenciar els fets.

## Mort i llegenda
Maria va enviar el següent missatge a Martí quan aquest va tornar casat a Guatemala (traduït al català):
| «          | "Fa sis dies que vas arribar a Guatemala, i no has vingut a veure'm. Per què eludeixes la teva visita? Jo no tinc ressentiment amb tu, perquè tu sempre em vas parlar amb sinceritat respecte a la teva situació moral de compromís de matrimoni amb la senyoreta Zayas Bazán. Et prego que vinguis aviat. | » |
| — Tu Niña. | |   |

El 10 de maig de 1878, als seus disset anys, va morir María García Granados y Saborío, el que donaria lloc a una trista llegenda inspirada pels amors frustrats entre el poeta i pròcer cubà José Martí i Maria. Martí va deixar la seva tristesa plasmada en el poema IX dels seus Versos Sencillos.
A més dels versos de Martí de 1891, hi ha documents que han contribuït a aclarir parcialment l'episodi:
- Altres dos poemes, que li va dedicar Martí a Maria abans de la seva mort
- Alguns testimonis d'amics comuns
- Un petit missatge que Maria li va fer arribar al cubà al tornar ell casat, procedent de Mèxic
- Una carta en què Martí la recordava dolorosament, dirigida al seu amic Manuel Mercat
- Un personatge de la seva única novel·la

Sobre María, Martí va escriure (en castellà):
| Si en la fiesta teatral —corrido el velo— Desciende la revuelta escalinata, Su pie semeja cisne pequeñuelo Que el seno muestra de luciente plata. […] Quisiera el bardo, cuando al sol la mece, Colgarle al cuello esclavo los amores; ¡Si se yergue de súbito, parece Que la tierra se va a cubrir de flores! ¡Oh! Cada vez que a la mujer hermosa Con fraternal amor habla el proscripto, Duerme soñando en la palmera airosa, Novia del Sol en el ardiente Egipto. | Amo el bello desorden, muy más bello Desde que tú, la espléndida María, Tendiste en tus espaldas el cabello, ¡Como una palma al destocarse haría! Desempolvo el laúd, beso tu mano Y a ti va alegre mi canción de hermano. ¡Cuán otro el canto fuera Si en hebras de tu trenza se tañera! |

Quan Martí va aconseguir publicar els Versos Sencillos, al 1891, Carmen i el seu fill havien anat a visitar-lo a Nova York. Poc després, Carmen va embarcar cap a l'Havana d'amagat, per a això va sol·licitar col·laboració a les autoritats espanyoles, produint-se així la separació irreversible del matrimoni i l'allunyament definitiu del seu fill. Martí llavors li va escriure a un amic: «I pensar que vaig sacrificar a la pobreta, a Maria, per Carmen, que ha pujat les escales del consolat espanyol per demanar protecció per mi».
Martí va deixar entreveure en el seu poema IX, fins i tot, més que una mort per tristesa, insinua, al·legòricament, el suïcidi de l'amant rebutjada (en castellà):
| Quiero, a la sombra de un ala, contar este cuento en flor: la niña de Guatemala, la que se murió de amor. Eran de lirios los ramos; y las orlas de reseda y de jazmín; la enterramos en una caja de seda... Ella dio al desmemoriado una almohadilla de olor; él volvió, volvió casado; ella se murió de amor. Iban cargándola en andas obispos y embajadores; detrás iba el pueblo en tandas, todo cargado de flores... Ella, por volverlo a ver, salió a verlo al mirador; | él volvió con su mujer, ella se murió de amor. Como de bronce candente, al beso de despedida, era su frente -¡la frente que más he amado en mi vida!... Se entró de tarde en el río, la sacó muerta el doctor; dicen que murió de frío, yo sé que murió de amor. Allí, en la bóveda helada, la pusieron en dos bancos: besé su mano afilada, besé sus zapatos blancos. Callado, al oscurecer, me llamó el enterrador; nunca más he vuelto a ver a la que murió de amor. |

Encara persisteix la llegenda creada com a conseqüència d'una interpretació massa recta del poema, on no existeixen evidències documentals de prou pes capaces d'acreditar que María García Granados atemptés contra la seva vida o, fins i tot, morís producte d'un estat psicològic depressiu. Una entrevista amb un descendent dels García Granados, dona llum sobre la versió familiar, transmesa per tradició oral: es diu que Maria, tot i que refredada, va acceptar anar a nedar amb la seva cosina, el que era activitat habitual per a elles, potser per distreure de la tristesa en què es trobava sumida després del retorn de Martí, ja casat amb Carmen. Després de la passejada, Maria va empitjorar i va morir a causa d'una malaltia de les vies respiratòries que, segons assegurava la família de l'informant, ja patia.
Després de la defunció de Maria, van aparèixer a la premsa guatemalenca diversos poemes en qualitat d'homenatge pòstum, on els autors confessaven l'admiració que en ells havia despertat.
José María Izaguirre, per exemple, es va proposar enfortir el mite de mort per amor: «Quan Martí va tornar amb Carmen no va anar més a casa del general, però el sentiment s'havia arrelat profundament a l'ànima de Maria, i no era ella del tremp de les que obliden. La seva passió es tancava en aquest dilema: veure's satisfeta o morir. No podent verificar el primer, li quedava l'altre recurs. En efecte, la seva naturalesa es va ressentir del cop, va anar decaient gradualment, un sospir continu la consumia i, tot i les cures de la família i els esforços de la ciència, després d'estar alguns dies al llit sense exhalar una queixa, la seva vida es va extingir com el perfum d'un lliri».
Maria va ser originalment sepultada en el Cementiri de San Juan de Dios, i posteriorment traslladada a l'aleshores nou Cementiri General.

### Reconeixement pòstum
La placa commemorativa desvelada el 2013 per l'ambaixador cubà diu en lletres daurades:
| «                                          | "Quiero, a la sombra de un ala, Contar este cuento en flor: La niña de Guatemala, la que se murió de amor" També està inclosa la imatge de la filla de l'expresident Miguel García Granados i la descripció: "María García Granados, la Niña de Guatemala". | » |
| — Ministeri de Relacions Exteriors de Cuba | |   |

Al 2013, amb motiu de celebrar-se el 160° aniversari del naixement de José Martí l'ambaixada de Cuba a Guatemala va situar la tomba de Maria al Cementiri de la Ciutat de Guatemala i en una cerimònia amb diplomàtics guatemalencs, desvetllar una placa commemorativa a la Niña de Guatemala.
Perquè es pogués realitzar aquest homenatge, el departament del Patrimoni Cultural de Guatemala va situar on descansaven les restes de la jove que es va enamorar de l'heroi cubà, així es va realitzar un recompte de com van anar a parar les seves restes al Cementiri General ja que inicialment havien estat sepultats al cementiri que estava localitzat a la part posterior de l'Hospital de San Juan de Dios, a l'ésser clausurat aquest cementiri, les restes de María García Granados van ser traslladats a l'actual cementiri General.
En l'homenatge es va fer una la comparació entre la relació d'amistat i l'amor que va existir entre María i Martí des que es van conèixer fins a la mort d'ella al 10 de maig de 1878, i l'amistat entre els pobles de Guatemala i Cuba.

### Llegendes sobre la seva tomba
Després del reconeixement que se li va fer al 2013, alguns membres del personal del Cementiri General de la Ciutat de Guatemala van ser entrevistats i van relatar que encara abans de la col·locació de la placa commemorativa, el mausoleu de Maria García Granados era un dels més visitats al Cementiri, especialment per joves guatemalenques que li demanaven ajuda en qüestions amoroses. També van relatar que s'expliquen històries d'aparicions d'una dama amb aspecte trist que demana que es guarneixi la tomba de la Niña de Guatemala.